# Персіваль Лоуелл
Персіва́ль Ло́велл також Лоуелл (англ. Percival Lowell; 13 березня 1855, Бостон, Массачусетс — 12 листопада 1916, Флагстафф, Аризона) — американський бізнесмен, сходознавець, дипломат, астроном і математик, дослідник планети Марс. Почесний член Американської академії мистецтв і наук, Британського товариства сходознавців, Французького астрономічного товариства, Астрономічних товариств США, Бельгії, Німеччини та Мексики. Удостоєний медалі Жансена Французького астрономічного товариства (1904), а також Золотою медаллю Астрономічного товариства Мексики (1908) — обидві за дослідження Марса. Почесний професор астрономії Массачусетського технологічного інституту. На честь Лоуелла названі кратери на Місяці і на Марсі.
Персіваль Ловелл — засновник і перший директор найбільшої приватної обсерваторії в США. Відкрив астероїд (793) Аризона в 1907 році. Багато років витратив на пошуки дев'ятої планети Сонячної системи. Коли через 14 років після смерті Ловелла Клайд Томбо виявив карликову планету Плутон, її назву було вибрано так, щоб, не вона не вибивалась з міфологічного ряду і водночас містила ініціали Ловелла (♇).

## Біографія

### Родина
Персіваль Ловелл належав до одного з найстаріших сімейств Бостона, що оселилося в США з 1639 року. Сім'я входила до числа так званих «Бостонських брамінів». Клан Ловеллів дав Америці десятки видатних особистостей. Батько був відомий бізнесмен і філантроп, віце-президент Американської Академії наук і мистецтв Огастас Ловелл (1830—1900), мати — Кетрін Бігелоу Лоуренс. У сім'ї було семеро дітей, з них Персиваль найстаршим. Молодший брат Персиваля, Еббот Лоуренс Ловелл (1856—1943) став президентом Гарвардського університету, а молодша сестра Емі Лоуелл (1874—1925) стала поетесою-імажиністкою і посмертно, в 1926 році, була нагороджена Пулітцерівською премією. Сам Персіваль був багатосторонньо освіченою людиною: вільно володів латинською, давньогрецькою та староанглийскою мовами, був відомий як знавець літератури. Захоплювався грою в поло, і був одним із засновників престижного Dedham Polo Club.

### Навчання та освіта
Закінчив престижну школу «Noble and Greenough School» (1872), де удостоївся нагороди Bowdoin Prize, а потім — Гарвардський університет (1876), де займався не тільки математикою і фізикою, але й гуманітарними науками. Захоплювався астрономією з раннього дитинства. Отримав пропозицію залишитися в Гарварді для приготування до професорського звання, але відмовився від нього. Успадкувавши родинний бізнес (текстильні фабрики і електричну компанію), у 1877—1878 роки, здійснив тривалу поїздку в Європу і на Близький Схід (до Сирії), займався сходознавством і японською мовою. Надалі працював керуючим текстильними фабриками діда — відомого філантропа Джона Ейморі Ловелла.

### Дослідження Сходу
У 1883 році Персіваль Ловелл був призначений радником корейського посольства в США. У 1883—1893 рр. здійснив три поїздки в Японію, де займався науковими дослідженнями і дипломатією. Опублікував ряд монографій, присвячених особливостям японського національного характеру, мови і релігії. Головні його сходознавчі праці: «Noto» (1891), «Occult Japan» (1894) і «The Soul of the Far East» («Душа Далекого Сходу») (1888). Остання користувалася великою популярністю. Він висунув теорію про те, що прогрес у значній мірі є плодом індивідуальних зусиль і фантазії. В своїх працях він намагався розглядати особливості японського укладу життя через алгебраїчні побудови. Вважав особливості західного менталітету уособленням чоловічого начала, а східного — уособленням жіночого.

### Астрономія

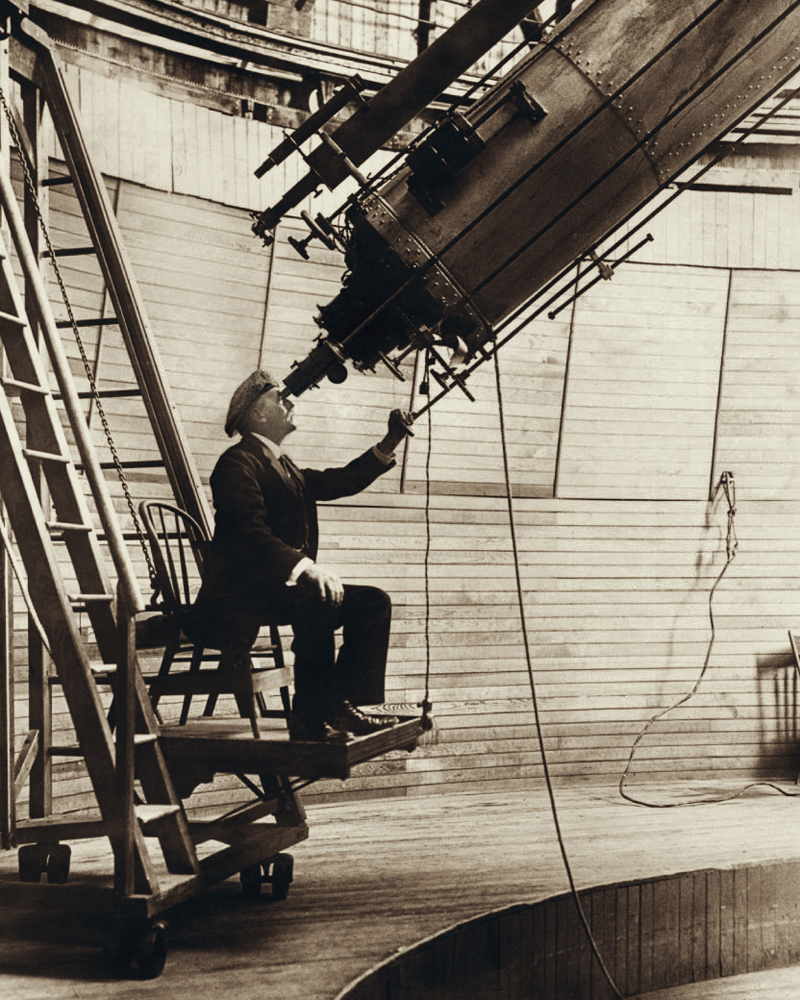
Персіваль спостерігає за Марсом з Ловеллівської обсерваторії.

Стабільне політичне становище та значний добробут дозволили Ловеллу в 1894 році повністю змінити своє життя і присвятити себе астрономії, дослідженню Марса, яким він зацікавився після прочитання праць Каміля Фламмаріона і Джованні Скіапареллі, які робили спроби пояснити походження марсіанських «каналів».
Персіваль Ловелл переїхав у Флагстафф, і наступні 23 роки працював в обсерваторії, яку сам заснував. З ним співпрацювали кращі фахівці того часу, у тому числі Вільям Пикеринг і Весто Слайфер. Для заснування обсерваторії Ловелл вибрав гористу місцевість в Аризонській пустелі на висоті близько 7 тис. футів (2175 м). Дослідження Марса тривали 15 років, при цьому результати спостережень фіксувалися в малюнках (їх було зроблено понад 15 тис.), оскільки якісна астрономічна фотографія була в той час неможлива. Він зробив докладні схеми поверхні планети, що показують складну мережу пересічних ліній і темних областей. Ловелл володів 24-дюймовим (61 см) телескопом-рефрактором, виготовленим фірмою Елвіна Кларка. При спостереженнях без телескопа видимий розмір Марса навіть під час великого протистояння не перевищує 25" (1/70 розміру місячного диска). При фотографуванні крізь цей телескоп, діаметр марсіанського диска на фотопластинці не перевищував 2 мм, і накладався на зерна фотоемульсії, роблячи більш раціональними саме замальовки побаченого.
Ловелл вважав, що бачені ним лінії, «канали», побудовані розвиненою цивілізацією, щоб боротися з нестачею води. Він стверджував, що канали використовувалися для транспортування води з крижаних полюсів планети. Темні області, вважав учений, були оазами зелені, отриманими завдяки зрошуванню каналами. Результати спостережень були опубліковані в трьох надзвичайно популярних у той час книгах присвячених Марсу, які стали бестселерами: «Mars» («Марс»1895), «Mars and Its Canals» («Марс і його канали» 1906), «Mars As the Abode of Life» (1908) («Марс і життя на ньому», 1912).

### Останні роки життя
Критику своїх теорій науковим співтовариством Ловелл переносив дуже важко. У нього почалася депресія. У 1897—1901 рр. він припинив дослідження і жив поперемінно на Бермудських островах і у Франції. Надалі, постійно проживав у Бостоні, буваючи у Флагстаффі лише наїздами.
У 1908 році, в Бостоні, Персіваль Ловелл одружився з художницею Констанс Севідж Кейт (1863—1954).
Як послідовний пацифіст, Ловелл не міг перенести звістку про початок Першої світової війни і вступу до неї США. Він помер від інсульту у 61-річному віці. Похований у мавзолеї на території свого творіння — обсерваторії.

### Почесні звання та нагороди
- 1904 рік — Медаль Жансена Французького астрономічного товариства, Премія Жюля Жансена.
- 1907 рік — удостоєний почесного ступеня доктора права Коледжем Амхерста.
- 1908 рік — Золота медаль астрономічного товариства Мексики.
- 1909 рік — удостоєний ступеня доктора наук Університетом Кларка.

З 1912 року провернувся до справ після перерви, і присвятив діяльність своєї обсерваторії пошукам «занептунової» планети Сонячної системи.

## Астрономічна теорія Ловелла та її критика

### Теорія
Ловелл розробив теорію еволюції планет Сонячної системи. Стадії еволюції, за Ловеллом, такі:
1. Сонячна стадія (англ. The Sun Stage): планета розпечена настільки, що володіє власним світловим випромінюванням.
2. Розплавлена стадія (англ. The Molten Stage): планета ще гаряча, але вже не має самосвітіння.
3. Стадія затвердіння (англ. The Solidifying Stage): формується тверда поверхня планетної кори. Формуються океанічні басейни. Геологічно — це ера метаморфічних гірських порід.
4. Стадія землі і води (англ. The Terraqueous Stage): формуються осадові породи.
5. Стадія суші (англ. The Terrestrial Stage): починається висихання океанів.
6. Стадія смерті (англ. The Dead Stage): зникає атмосфера.

Кожна планета має проходити через ці стадії. Зараз планети знаходяться на таких стадіях:
- 2 стадія: Нептун, Уран, Сатурн і Юпітер,
- 4 стадія: Земля 
- 5 стадія: Марс 
- 6 стадія: Місяць і великі супутники планет

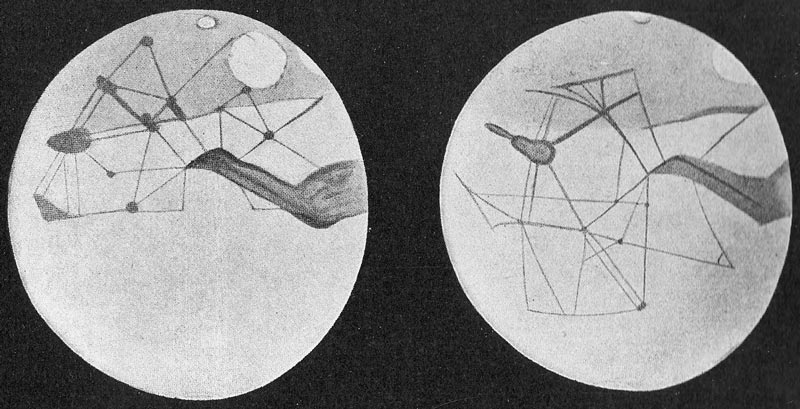
Марсіанські канали, замальовка Ловелла

Марс як менше за розмірами тіло, охолонув раніше за Землю, і еволюція життя на ньому почалася також раніше. Через висихання планети, на ній тепер немає великих водойм, отож місцева цивілізація змушена була побудувати глобальну мережу каналів (Ловелл налічував їх понад 600), що переносять води танучих полярних льодовиків в екваторіальні зони. Це можливо тільки при наявності набагато більш розвиненої ніж земні, всепланетної держави. Ловелл усвідомлював, що видимі з Землі «канали» повинні мати ширину не менше 100 км, але заявляв, що спостерігаються не самі канали, а пояси рослинності, розташовані поблизу джерел води.

### Критика
Незважаючи на популярність у масових читачів, професійні вчені зустріли теорію Ловелла скептично. Було складено безліч карт марсіанських каналів, але жодна не збігалася одна з одною. Ряд дослідників пояснювали появу каналів на Марсі оптичною ілюзією. Відомі астрономи наприклад, Едвард Барнард і Ежен Антоніаді, взагалі не бачили прямолінійних каналів. Ежен Антоніаді, що спостерігав Марс в телескоп Медонської обсерваторії в 1909 році, зробив висновок: «Гіпотеза про уявне існування геометричної мережі отримала остаточне спростування… тому що найсильніші інструменти нашого часу не виявили й сліду цієї мережі, між тим як деталі, набагато більш тонкі, ніж прямолінійні канали, були постійно видно». У 1907 році Альфред Рассел Воллес опублікував брошуру «Is Mars Habitable?», в якій показав, що температура на поверхні Марса набагато нижча, ніж вважалося Ловеллом, а атмосферний тиск занадто малий для існування води в рідкому стані. До того ж спектральний аналіз атмосфери не показав наявності в ній водяної пари. Звідси він зробив висновок, що існування на Марсі високоорганізованого життя неможливе, не кажучи вже про розвинуту цивілізацію і штучні споруди. Таким чином, Ловелл опинився в повній науковій ізоляції.
У 1965 році політ зонда Марінер-4 передав на Землю фотографії Марса, на яких можна було побачити лише безжиттєву поверхню з метеоритними кратерами.
У 1971—1972 роках штучний супутник Марса Марінер-9 провів зйомку 85 % поверхні планети з роздільною здатністю від 1 до 2 км (2 % поверхні сфотографовані з роздільною здатністю від 100 до 300 метрів), що тільки підтвердило попередні висновки.
В 1975 році американські астрономи К. Саган та П. Фокс порівняли канали Ловелла з реальними структурами рельєфу і межами материків і морів. Тільки менша частка класичних каналів пов'язана з розломами, гірськими хребтами, ланцюжками кратерів і іншими утвореннями. Більшість класичних каналів виявилися оптичною ілюзією.
«Марсіанські канали постають наслідком якогось дивного збою у спільній роботі рук, очей і мозку, що проявляється у людей в складних умовах спостереження (принаймні, у деяких людей; багато астрономів, маючи такі ж, як у Ловелла, інструменти і умови для спостереження, заявляли, що ніяких каналів немає). Але і це пояснення досить далеке від задовільного, і мене продовжують мучити сумніви, що якась суттєва деталь в проблемі марсіанських каналів залишається нерозкритою. Ловелл завжди говорив, що правильна форма каналів є безпомилковою ознакою їх розумного походження. Безумовно, це вірно. Єдине невирішене питання — з якого боку телескопа знаходився цей розум».

### Вклад в астрономічну науку

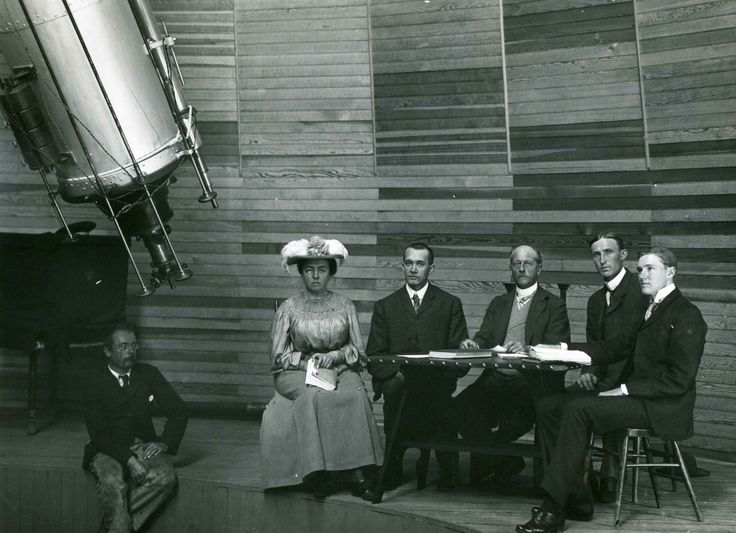
Команда Лоуелла біля 24-дюймового телескопа. Зліва направо: Г. Гуссі, Луїза Леонард, В. Слайфер, П. Лоуелл, К. Лампланд і Д. Дункан. Фото 1905 року

Крім детальних спостережень Марса, найбільший внесок Персіваля Ловелла в астрономію був зроблений в останні вісім років його життя. Він був першим, хто зрозумів різницю між розрахунковими і спостережуваними позиціями Урана і Нептуна. Він вважав, що дев'ята планета за орбітою Нептуна була відповідальна за аномалії. Він став розглядати фотографії ділянок неба, де, за його підозрами, могли знайти нову планету. Протягом всієї своєї короткої біографії він марно шукав нову планету до своєї смерті в 1916 році. Пошуки дев'ятої планети тривали протягом кількох років після смерті Ловелла. У 1930 році планета Плутон була, нарешті, виявлена Клайдом Томбо. Це відкриття, можливо, не вдалося, якби не було піонерської роботи Ловелла і його спостереження нових планет. Хоча це був його найбільший внесок, він, як і раніше, більше відомий своїми теоріями та творами про знамениті марсіанські канали.

## Вплив
- Дослідження Ловелла справили великий вплив на Герберта Уеллса та його книгу «Війна світів».
- Картами Марса, складеними Ловеллом, користувався і Едгар Райс Барроуз, створюючи свою картину Марса, званого в його творах Барсумом.
- Після публікації теорій Ловелла в масовій культурі утвердилася думка про безсумнівне існування на Марсі цивілізації. У 1900 р. К. Гузман заснувала премію в 100 000 франків за налагодження двостороннього зв'язку з іншою планетою, за винятком Марса, оскільки це вважалося надто простим.